# Shadow Fighters
Los Shadow Fighters eran un grupo de personajes con superpoderes y no superpoderes, unidos bajo la supervisión de Amanda Waller, con el único propósito de luchar contra Eclipso en la miniserie "Eclipso". Fueron reunidos en la edición #11 de septiembre (1993) y se disolvieron en la edición #13 de noviembre (1993). Fueron creados por Robert Loren Fleming y Audwynn Jermaine Newman.

## Historia
La adquisición de Eclipso de un pequeño país Suramericano es investigado inicialmente por el pequeño equipo de Bruce Gordon, Bennet Mona y el famoso explorador Cave Carson. Cave es atacado por las fuerzas de Eclipso, dejándole las dos piernas rotas y fuera de la frontera del país. El loco héroe Creeper, junto con Bruce y Mona, tiene varias aventuras dentro del país de Eclipso, de la que apenas pueden escapar.
En el número 13, la lucha contra Eclipso ha ganado nuevos miembros, liderados por el antiguo líder del Suicide Squad, Amanda Waller. Una parte del grupo se envía a la fortaleza de Eclipso. Creeper, Peacemaker, Dr. Midnight II, Major Victory I, Commander Steel, the second Wildcat y Manhunter son todos asesinados. El único sobreviviente de la fuerza de ataque es  Nemesis, por el momento.
Otro equipo, menor es enviado a recuperar los cuerpos, que habían sido recogidos en un solo lugar para la diversión de Eclipso. La rabia al ver los cuerpos asesinados los lleva a asesinar a un inocente esclavo. 
Nightshade y Chunk se unen a Némesis. Asistidos por el Doctor Bennet, el padre de la esposa de Bruce, ellos persisten en su observación del territorio de Eclipso. Eclipso suelta un misil nuclear en su base, destruyéndola por completo. Sin embargo, el pequeño grupo se escapa a través de uno de los portales de Nightshade, abierto en suelo de la Naciones Unidas. A medio camino a través del portal, Bennet es secuestrado por Eclipso, pero se las arregla para sobrevivir a esta terrible experiencia.
La apariencia literal de los combatientes en el piso de las Naciones Unidas (y el aplastamiento accidental de un inocente embajador de Eclipso) pronto conduce a un esfuerzo resurgido contra Eclipso. Los Shadow Fighters sobrevivientes dirigen un equipo mucho más grande de héroes de nuevo a territorio de Eclipso, volviendo persona por persona.

## Miembros
- Amanda Waller - Supervisora.
- Bruce Gordon
- Cave Carson - Herido y abandonado.
- Chunk
- Creeper - Muerto y luego revivido.
- Doctor Bennet
- Major Victory - Muerto en combate.
- Mona Bennet - Operativo de campo.
- Peacemaker - Originalmente muerto en combate, reaparece en Blue Beetle #3.
- Doctor Midnight - Muerto en combate.
- Wildcat - Muerto en combate.
- Commander Steel - Muerto en combate.
- Manhunter - Muerto en combate.
- Nemesis

## Recursos
- DCU Guide: Eclipso #11
- DCU Guide: Eclipso #12
- DCU Guide: Eclipso #13

- Datos: Q3958947